# Синтетична біогеографія

Біогеографія

Синтетична біогеографія (географія екосистем і біоценозів) — напрям біогеографічних досліджень що характеризується залученням комплексних і кількісних методів широкого кола географічних і біологічних дисциплін. Вона з різних сторін оцінює біогеографічні особливості і своєрідність територій і дозволяє порівнювати природні територіальні комплекси за допомогою стандартних показників і характеристик.

## Термін
Первинний синтез наук, що вивчають розподіл організмів, розпочався з теоретичного об'єднання зоогеографії і фітогеографії як частин біогеографії. Вони взаємно збагачують одна одну і потрібні для порівняльно-географічних досліджень. Це складає основу сучасної біогеографічної методології.
Ландшафтна і екологічна зоогеографія завжди прив'язані до флористичних характеристик місцевості. Тому саме зоогеографічні дослідження вносять найбільший вклад у синтетичну біогеографію:
Можна сказати, що географія екосистем і біоценозів (тобто синтетична біогеографія) залежить найбільшою мірою від порівняльно-географічних досліджень зооценозів (або, що можна вважати синонімами, тваринного населення). Мабуть, не занадто парадоксально прозвучить твердження, що одна з важливих цілей сучасної зоогеографії — сприяти своєму переростанню і перетворенню у біогеографію.

## Історія
Синтетична біогеографія як напрям почав розвиватися у кінці 60-х років ХХ століття в ландшафтній біогеографії, при накопиченні кількісних даних по різних природно-територіальних комплексах.
Базою послужили основні принципи ландшафтної зоогеографії, сформульовані О. П. Кузякіним і О. М. Формозовим і розвинені у МДУ і Інституті географії АН СРСР. Подальшому розвитку синтетичних тенденцій у біогеографії сприяла Міжнародна біологічна програма (МБП).
Комплексні дослідження полягали у вивченні рослинних організмів, хребетних і безхребетних тварин ґрунтів і надґрунтових ярусів. В результаті виявилося можливим оцінити не лише запаси біомаси, але і сумарний метаболізм окремих груп і основні потоки енергії. Такі оцінюючі біосферні дослідження здійснюються на стику біологічних наук і наук про землю.
А. Г. Банников так описує цей напрям біогеографії як:
… узагальнене синтетичне уявлення про біоценози суші, про ті складні і динамічні комплекси, які утворюють живі організми— А. Г. Банников, відгук на книгу "Біогеографія материків"
Синтетичну біогеографію в 70-і роки ХХ ст. збагатили розвиток біогеоценотичних і екосистемних концепцій, а також системні тенденції у фізичній географії і балансові напрями в екології. У біогеографії існують три напрями — що реєструюче, каузальне і синтетичне.
Теоретичні основи сучасної синтетичної біогеографії розробив в працях і докторській дисертації П. П. Второв.

## Ресурси Інтернету
- Биогеография Підручник для вузів.
- Зоогеография.